# Флетчер Крістіан
Флетчер Крістіан (англ. Fletcher Christian; 25 вересня 1764, Камбрія, Англія — 3 жовтня 1793, Піткерн — британський мореплавець, помічник капітана на кораблі «Баунті», та керівник заколоту проти капітана Вільяма Блая. Після захоплення корабля намагався заснувати власну колонію, спочатку на острові Тубуаї, пізніше на острові Піткерн. Загинув на Піткерні під час повстання таїтян.

## Біографія

### Ранні роки життя
Флетчер Крістіан був другим сином і п'ятою дитиною Чарльза Крістіана та Анни Діксон. Усього в родині було 10 дітей, тільки шість дожило до дорослого віку. Родина Крістіанів належала до одного з найдревніших родів острова Мен та Англії; до цього ж роду належав інший член екіпажу «Баунті» Пітер Хейвуд. Флетчер народився 25 вересня 1764 р. у родовому маєтку батьків в графстві Камбрія на північно-західному узбережжі Англії і був похрещений у той самий день через побоювання батьків, що дитина не виживе. Батько помер коли Флетчеру було лише 4 роки, у 1768 році. Вихованням шістьох дітей займалася матір, котра нажила великі борги, але дала добру освіту всім дітям: Флетчер провчився в різних школах декілька років, мав значно кращу освіту ніж інші члени екіпажу «Баунті». Цікаво, що шкільним товаришем Флетчера був майбутній англійський поет Вільям Вордсворт. Оскільки після смерті батька сім'я збідніла, майбутнє хлопців було на військовій службі — лише старший син Едвард Крістіан закінчив університет та став адвокатом.
У квітні 1782 р. у віці 18 років Флетчер вперше вийшов в море на кораблі «Кембридж». На цьому ж кораблі служив лейтенантом Вільям Блай, але обидва очевидно не спілкувалися в той час. Іншим значним призначенням Флетчера стала посада мічмана на військовому кораблі «Юрідіс». На кораблі молодий Крістіан прославився старанністю та працьовитістю, його скоро підвищили до виконувача обов'язків лейтенанта. Повернувшись після 21-місячної подорожі до Англії у 1785 році за допомогою знайомих йому вдалося отримати наступну посаду на торговельному кораблі «Британія», котрим командував капітан Вільям Блай. Під командуванням Блая Флетчер два рази подорожував до Ямайки. Коли Блаєві запропонували очолити експедицію на Таїті за хлібними деревами, він погодився взяти Флетчера з собою як помічника штурмана.

### Заколот та життя на острові Піткерн
У вересні 1787 року він був призначений помічником штурмана на «Баунті», але вже у вересні наступного року під час подорожі був підвищений до виконувача обов'язків лейтенанта, заступника капітана. На кораблі, серед більшості членів команди Флетчер Крістіан мав авторитет, був компетентним навігатором. Коли корабель прибув до Таїті 26 жовтня 1788 року, Крістіан був у складі команди, яка працювала в таборі на березі. Він і інші члени екіпажу жили разом з таїтянами і перейняли багато їхніх звичаїв. Під час усієї подорожі ніхто не відмічав особливих суперечок між Флетчером і капітаном Блаєм, однак на зворотному шляху до Англії стосунки між ними значно погіршали. Блай звинувачував Крістіана у крадіжці провіанту (кокосів) і принижував його на очах інших членів екіпажу. За свідченням деяких учасників заколоту Крістіан спочатку мав намір втекти з корабля на плоті, але під впливом інших вирішив захопити корабель. 28 квітня 1789 р. він очолив заколот, у результаті котрого капітана Блая і його прихильників було висаджено у шлюпку.
Після заколоту Флетчер намагався заснувати колонію на острові Тубуаї, але суперечки між членами екіпажу та криваве протистояння з туземцями примусило його повернутися на Таїті, де 16 заколотників вирішили залишитись. З Крістіаном відпливли дев'ять членів екіпажу, до яких приєдналися 6 туземців та 12 жінок з Таїті. Кожен з англійців отримав дружину-таїтянку. Флетчер Крістіан мав дружину Маїміті, з котрою у нього народилося троє дітей. У пошуках безпечного місця повсталий «Баунті» приплив до острова Піткерн, який був позначений на картах з помилками. Коли Флетчер впевнився, що острів був придатним для життя 23 січня 1790 року «Баунті» підпалили і затопили. На острові була заснована колонія, кожен англієць отримав земельний наділ. Попри це, поселення на о. Піткерн не було щасливим, оскільки англійці використовували таїтян-чоловіків як рабів. 20 вересня 1793 року повсталі таїтяни вбили п'ятьох англійців — Флетчер Крістіан загинув другим. Від шлюбу з Маїміті на острові залишилися його діти: Четвер Жовтень Крістіан, Чарльз Крістіан та Мері-Анн Крістіан. Згодом, після смерті останнього заколотника Джона Адамса, Четвер Жовтень став головою колонії.

## Значення
Жодного справжнього портрета Флетчера Крістіана не збереглося, однак його постать викликала увагу і захоплення багатьох. Історія заколоту на Баунті з часом набула романтичних і пригодницьких рис, а Флетчер Крістіан набув у деяких творах та фільмах статус героя-борця за свободу та справедливість. Протягом років вирували теорії (зокрема за участі Пітера Хейвуда) про те, що Флетчер Крістіан ніби повернувся до Англії. Документальних підтверджень цим теоріям ніколи не існувало і дослідники вважають їх маловірогідними. Численні нащадки Флетчера Крістіна зараз живуть на о. Піткерн, в Австралії та інших островах Океанії.